# Duncan P. Ferguson

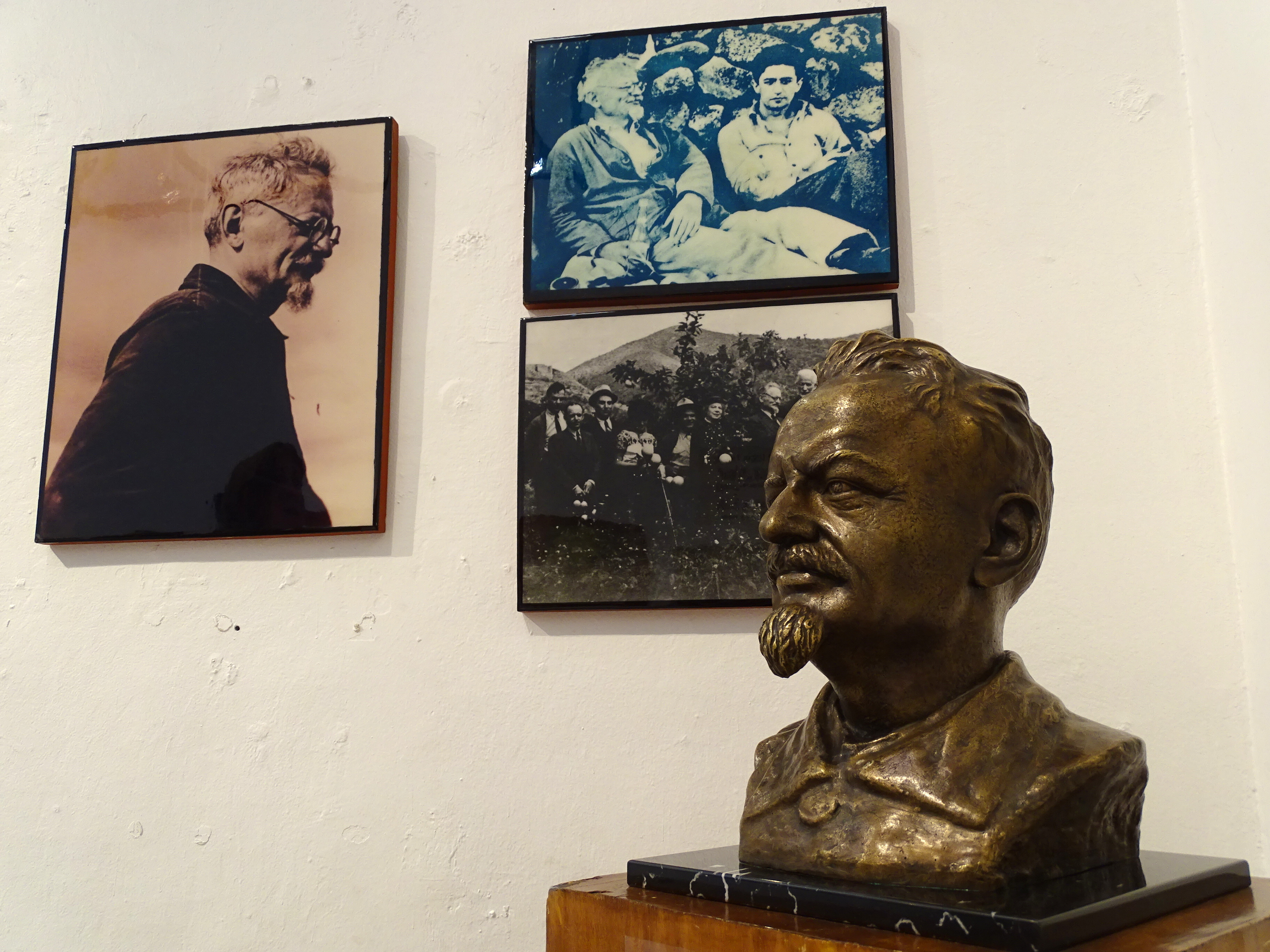
Fergusons Trotzki-Büste im Museum Casa de León Trotsky, Mexiko

Duncan P. Ferguson (* 1. Januar 1901 in Shanghai; † 29. April 1974 in Santa Monica) war ein US-amerikanischer Bildhauer.
Ferguson war ein Sohn des Theologen und Universitätsgründers John Calvin Ferguson (1866–1945). Er begann Mitte der 1920er Jahre mit der Bildhauerei, in den 1930ern lehrte er diese an der Louisiana State University. In den 1940er Jahren schloss er sich der trotzkistischen Socialist Workers Party der USA an. 1943 schuf er eine Büste von Leo Trotzki, das Jahr 1944 verbrachte er im Auftrag der Partei in Mexiko, um dort Trotzkis Witwe Natalja Sedowa zu unterstützen.
Ferguson starb 1974 nach langer Krankheit in Kalifornien. Sein schriftlicher Nachlass befindet sich in den Archives of American Art der Smithsonian Institution in Washington.
| Personendaten    | Personendaten               |
| ---------------- | --------------------------- |
| NAME             | Ferguson, Duncan P.         |
| KURZBESCHREIBUNG | US-amerikanischer Bildhauer |
| GEBURTSDATUM     | 1. Januar 1901              |
| GEBURTSORT       | Shanghai                    |
| STERBEDATUM      | 29. April 1974              |
| STERBEORT        | Santa Monica                |